# كوتاك
كوتاك أو كتك (بالأوريا: କଟକ، /ˈkʌtək/ ) هي مدينة في ولاية أوديشا من مدن الهند. يبلغ عدد سكانها 606,007 نسمة حسب إحصائيات سنة 2011. يبلغ ارتفاع المدينة عن سطح البحر قرابة 36 متر. تبلغ مساحتها 43.7 كم².

## أعلام
- أنيتا داس
- كبير سومان
- سوبهاش شاندرا بوز

## وصلات خارجية
- الموقع الرسمي